# Sviatoslav Igorevich Zabelin
Sviatoslav Zabelin là nhà sinh học người Nga.
Ông đã đoạt Giải Môi trường Goldman năm 1993 vì đã đóng vai trò quan trọng trong việc hình thành chính sách môi trường của Nga.